# Friedrich Jäger von Jaxtthal

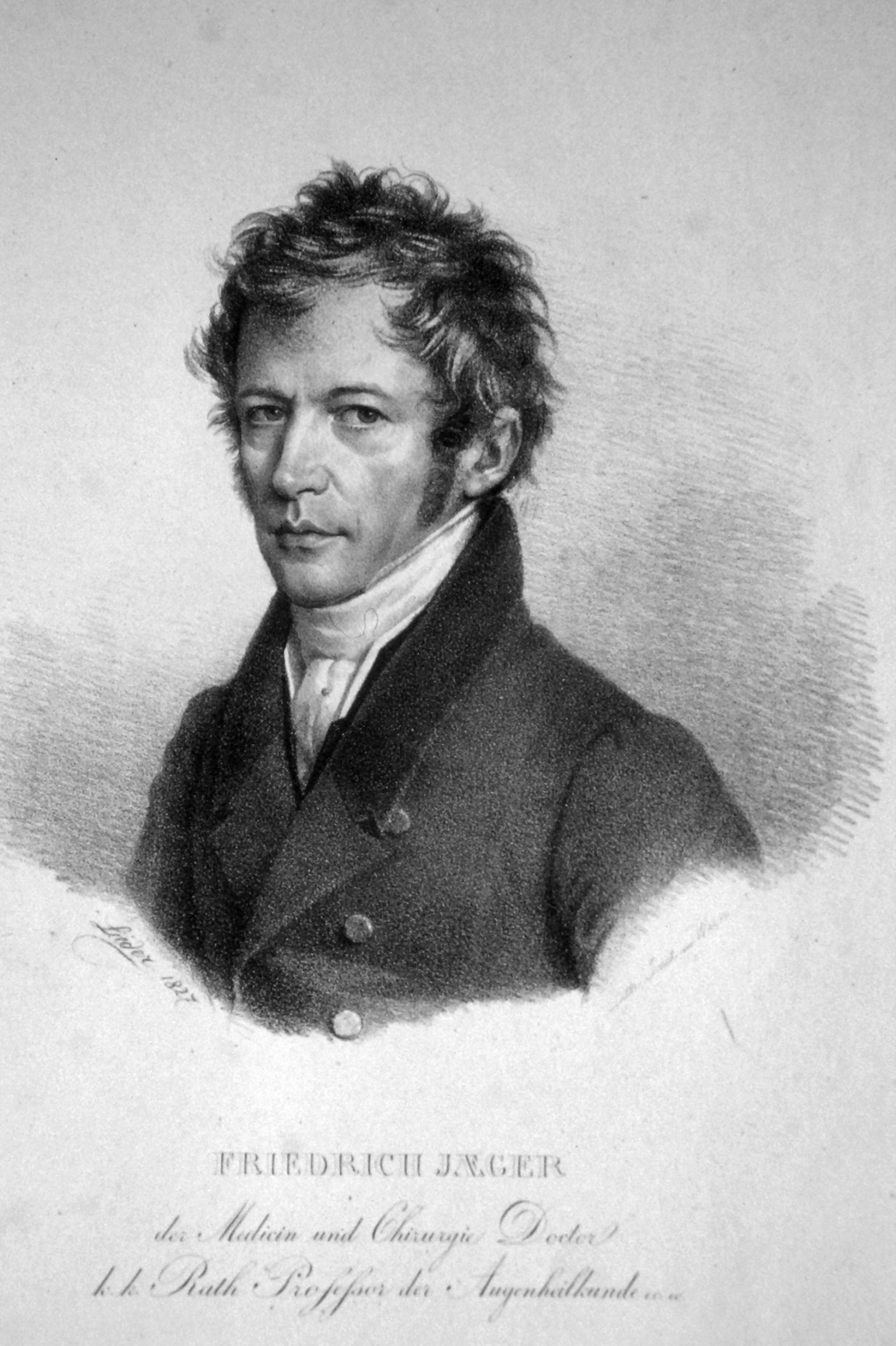
Friedrich Jäger von Jaxtthal, Lithographie von Friedrich Lieder, 1827

Christoph Friedrich Jäger Ritter von Jaxtthal (* 4. September 1784 in Kirchberg an der Jagst/Württemberg; † 26. Dezember 1871 in Wien) war ein deutscher Augenarzt.

## Leben
Friedrich Jäger studierte Medizin in Würzburg, Wien und Landshut und wurde 1808 in Landshut und nochmals 1812 an der Universität Wien promoviert. Dort wurde er 1813 Assistent des Ophthalmologen Georg Joseph Beer.
Von 1825 bis 1848 war Friedrich Jäger Professor für Ophthalmologie an der k.k. Josephs-Akademie. Zu seinen Schülern gehörten Frédéric Jules Sichel (1802–1868), Johann Traugott Dreyer von der Iller (1803–1871) und Albrecht von Graefe (1828–1870). Friedrich Jäger von Jaxtthal war ab 1816 der Leibarzt von Klemens Wenzel Lothar von Metternich und Gründungsmitglied der Gesellschaft der Ärzte in Wien.
1851 wurde Friedrich Jäger in den Adelsstand erhoben, und 1860 in die Reichsritterschaft aufgenommen.
Sein Sohn Eduard Jäger von Jaxtthal war ebenfalls ein bedeutender Ophthalmologe.

## Schriften
- De keratonyxide. Dissertation. Wien 1812.
- Die ägyptische Augenentzündung. Wien 1840.